# Dorsal (Phonetik)

14. postero-dorsal (hinterer Teil der Zunge)
15. antero-dorsal (vorderer Teil der Zunge)

Dorsal bezeichnet in der Phonetik einen Laut, dessen Artikulationsorgan der Zungenrücken (lateinisch: dorsum linguae) ist. So erzeugte dorsale Laute werden deutsch auch als Zungenrückenlaute bezeichnet.
Mit dem Zungenrücken sind drei verschiedene Artikulationsorte zu erreichen. Wird er dem harten Gaumen angenähert, so können palatale Konsonanten erzeugt werden:
- [⁠c⁠] Stimmloser palataler Plosiv
- [⁠ɟ⁠] Stimmhafter palataler Plosiv
- [⁠ɲ⁠] Stimmhafter palataler Nasal
- [⁠ç⁠] Stimmloser palataler Frikativ wie in deutsch ich
- [⁠ʝ⁠] Stimmhafter palataler Frikativ
- [⁠j⁠] Stimmhafter palataler Approximant wie in deutsch ja

Wird er dem Gaumensegel (Velum) angenähert, so entstehen velare Konsonanten:
- [⁠k⁠] Stimmloser velarer Plosiv wie in deutsch kurz
- [⁠g⁠] Stimmhafter velarer Plosiv wie in deutsch gar
- [⁠ŋ⁠] Stimmhafter velarer Nasal wie in deutsch lang
- [⁠x⁠] Stimmloser velarer Frikativ wie in deutsch hoch[1]
- [⁠ɣ⁠] Stimmhafter velarer Frikativ

Wird der Zungenrücken schließlich dem Gaumenzäpfchen (Uvula) angenähert, so werden uvulare Konsonanten erzeugt:
- [⁠q⁠] Stimmloser uvularer Plosiv
- [⁠ɢ⁠] Stimmhafter uvularer Plosiv
- [⁠ɴ⁠] Stimmhafter uvularer Nasal
- [⁠ʀ⁠] Stimmhafter uvularer Vibrant wie in deutsch roh[2]
- [⁠χ⁠] Stimmloser uvularer Frikativ wie in deutsch  doch[1]
- [⁠ʁ⁠] Stimmhafter uvularer Frikativ wie in deutsch roh[2]